# Comté d'Upshur (Virginie-Occidentale)
Pour les articles homonymes, voir Comté d'Upshur.
Le comté d'Upshur est un comté des États-Unis situé dans l’État de Virginie-Occidentale. En 2000, la population était de 23 404 habitants. Son siège est Buckhannon. Le comté a été formé en 1851 à partir des comtés de Randolph, Barbour et Lewis et doit son nom à l'homme politique Abel Parker Upshur, avocat et homme d'État américain. Upshur servit de siège au Secrétariat d'État des États-Unis et au Secrétariat à la Marine des États-Unis sous la présidence de John Tyler. 

## Géographie
Selon le Bureau du recensement des États-Unis, le comté à une surface totale de 355 miles carrés (920 km2) dont 0,1 mile carré (0,26 km2) (0,003 %) sont constitués d'eau. Le comté fait partie de la United States National Radio Quiet Zone. 
Son plus haut sommet mesure 963 mètres (3 160 pieds).

### Comtés adjacents
- Comté de Harrison (nord)
- Comté de Barbour (nord-est)
- Comté de Randolph (sud-est)
- Comté de Webster (sud)
- Comté de Lewis (ouest)

## Principales villes
- Buckhannon

### Principales routes
- U.S. Highway 33
- U.S. Highway 48
- U.S. Highway 119
- West Virginia Route 4
- West Virginia Route 20